# HIKARI (ミュージシャン)
HIKARI（ヒカリ、本名：石津 隆光（いしづ たかみつ）、1973年7月2日 - ）は、日本の音楽家。血液型はB型。エイベックス・マネジメント所属。静岡県出身。静岡県立浜松南高等学校、関西大学社会学部卒業。

## 概説
自らの活動も行う傍ら、ソングライター・編曲家として一般的に知られている。自身としては1999年4月にインディーズレーベルJOTAよりシングル「ジェットコースター」でデビュー、同年9月22日、BMGファンハウスより「PLAY BACK」でメジャー・デビュー。以降、4枚のシングルと1枚のアルバムを発表。
TOKIO、Every Little Thing、V6、嵐他に数多く楽曲を提供、その作品に参加。2004年から2006年にかけELTが発売したシングルのうち、「スイミー」を除く、全シングル表題曲を担当。SMAPの「Mistake!」、嵐の「Find The Answer」、Hey! Say! JUMPの「AinoArika」、Kis-My-Ft2の「Edge of Days」などヒット曲も数多く手がけ、作曲・編曲を担当したSnow Manのデビュー・シングル「D.D.」では発売から3日でミリオン達成という驚異的な記録を残している。

## 主な提供楽曲
- Every Little Thing
  - Free Walkin'（作曲/Every Little Thingと共編曲）
  - 一日の始まりに…（作曲/Every Little Thingと共編曲）
  - ソラアイ（作曲/伊藤一朗と共編曲）
  - life cycle（作曲/伊藤一朗と共編曲）
  - 恋文（作曲/Every Little Thingと共編曲）
  - good night（作曲/伊藤一朗と共編曲）
  - きみの て（作曲/Every Little Thingと共編曲）
  - azure moon（作曲/Every Little Thingと共編曲）
  - ハイファイ メッセージ（作曲/Every Little Thingと共編曲）
  - 風待ち心もよう（作曲）
  - パリの娘（作曲/Every Little Thingと共編曲）
  - STAR（作曲/Every Little Thingと共編曲）
  - アイガアル（作曲/Every Little Thingと共編曲）
  - tomorrow（作曲/Every Little Thingと共編曲）
  - Landscape（作曲/Every Little Thingと共編曲）
  - ON AND ON（作曲/Every Little Thingと共編曲）
  - START（作曲/Every Little Thingと共編曲）
  - Take me Tell me（作曲/Every Little Thingと共編曲）

- ZONE
  - 恋々…（編曲）
  - 科学の子（作詞/作曲/編曲）
  - 星の彼方（編曲）
- 推定少女
  - エッジな気分（作曲/編曲）
  - 少女の裏側（作曲/編曲）
  - 間違い（作曲）
- Terra-chin
  - CIRCUS（作詞/作曲）
- 浜崎あゆみ
  - Moments（編曲）
  - walking proud（編曲）
  - winding road（編曲）
  - Secret（編曲）
  - meaning of Love（編曲）
- hitomi
  - シアワセッテ、ナンデスカ?（作曲）
- マイナスターズ
  - ジャララ（作曲）
- SEAMO
  - DRIVE（編曲）
- 野条しほ
  - タビビトノオト（作詞/作曲）
- Rinka（梨花）
  - XXX(Millions Kisses)（作曲/編曲）
- 相沢巧弥子
  - 一等星（作曲）
- NorA
  - Come to the Oasis（作曲）
  - Break A Lock（作曲）
- 光上せあら
  - 君となら絶好調（作曲）
  - teens（作曲/編曲）
- UNDER THE COUNTER
  - ハローワーク（編曲/プロデュース）
  - カゼにふかれて（編曲/プロデュース）
  - ハッピーバースデー（編曲/プロデュース）
- mihimaru GT
  - アン♥ロック（miyakeと共作曲/編曲）
  - アンビリーバボー feat.TAKUYA（編曲）
  - マスターピース（miyake, hiroto suzukiと共作曲/編曲）
  - エボ★レボリューション（miyakeと共作曲）
  - Thank U 4 Today（hiroko, miyake, BEN FINDON, MIKE MYERS, BOB PUZEYと共作詞/共作曲/編曲）
  - Hey! Hey! Hey! 〜未来強奪作戦〜　feat. ROLLY（miyakeと共作曲/編曲）
- 小柳ゆき
  - あなたのキスを数えましょう 〜You were mine〜（2010 Version）（編曲）
- 高杉さと美
  - 明日を迎えに（作曲/編曲）
- 島谷ひとみ
  - ふたりの空（作曲/編曲）
- Purple Days
  - Still think of you（編曲）
  - ヒトツボシ（編曲）
  - Fake（編曲）
- SUPER JUNIOR
  - Snow white（作曲/編曲）
  - Way（作詞/作曲/編曲）
- JAMIL
  - I'm here, you're there（編曲）
- 風男塾
  - 僕らの歩く道（大智, イワツボコーダイと共作曲）
  - 瞬間到来フューチャー（岡嶋かな多と共作詞/Stephan Elfgren, 岡嶋かな多と共作曲）
  - ロンリーオンリーハート（Erik Lidbomと共作曲）
- Chay
  - DREAM SNIPER（youwhichと共作曲）
- REVALCY
  - M.A.Z.E.（作詞/Stephan Elfgren, Dmitri Northmanと共作曲）
  - Nothing's too late（作詞/Emil Carlin, David Frembergと共作曲）
- BEE SHUFFLE
  - Baby, I love you（大智, Carl Utbult, Chris Meyerと共作曲）
- CODE-V
  - 大好きな君のもとへ（作曲）
  - Psychological Action（原田峻輔と共作曲）
- Da-iCE
  - Eternally（編曲）
  - 決意の朝に（編曲）
  - Damn it!（花村想太と共作詞/Simon Janlovと共作曲）
- SOLIDEMO
  - One Sided Love（Andreas Stone Johanssonと共作曲）
- 山猿
  - YOLO（山猿と共作曲/編曲）
- Iris
  - good bye（作詞/作曲/編曲）
  - ファンタスティック ジャパン（作曲/編曲）
  - One More Step!（作曲/編曲）
  - Rainbow（作曲/編曲）
- α‐X's
  - New World（Shunsuke Haradaと共作曲）
  - Best Summer Ever!!（作詞/作曲）
- SE7EN
  - Fate（作曲/編曲）
  - One（作詞/作曲/編曲）
- Nissy
  - 愛tears（MoonChild, 多和田えみと共作曲/編曲）
  - The Days（Carl Utbultと共編曲）
- VIXX
  - Crush My Mind（youwhichと共作曲/編曲）
- i☆Ris
  - パズル（編曲）
- Sonar Pocket
  - Be Alright（編曲）
- Chuning Candy
  - All the girls（Erik Lidbomと共作曲/編曲）
- COLOR CREATION
  - I'm Here（SIRIUS, BIG-Fと共作曲/編曲）
  - Happy Days!（MoonChild, 佐伯ユウスケと共作曲/編曲）
- 西野カナ
  - Into You（Erik Lidbomと共作曲/編曲）
- LABOUM
  - Harukaze（作曲/編曲）
- みやかわくん
  - Wonder（MoonChild, BIG-Fと共作曲/編曲）
- 海蔵亮太
  - コーヒーカップ（作曲/編曲）
  - Believe in you（作曲/編曲）
- C.T.O
  - Kou Dai Li De Ai（Jonas Mengler, Yuka Otsukiと共作曲）
- GENIC
  - TOGETHER（Simon Janlovと共作曲）
- 加藤和樹
  - Shining Star（作曲）
- U-KISS
  - EYES ON ME（Didrik Thottと共作曲/編曲）
- Awesome City Club
  - 僕らはこの街と生きていく（編曲）
- 神宿
  - FANTASTIC GIRL（Henrik Nordenback, Emi Tawataと共作曲）
- 浦島坂田船
  - Save Me（作詞/TAKAROTと共作曲）
  - 鈍色Wheels（作詞/TAKAROTと共作曲）
- OWV
  - twilight（ヒロイズム, Shane Facchinelloと共作曲/ヒロイズムと共編曲）
- M!LK
  - STARS（作詞/作曲/編曲）
- Knights(あんさんぶるスターズ！！)
  - Wonderful Happiness（作曲/編曲）
- SANTA
  - Forgiveness（作詞/作曲/編曲）

### ライジングプロダクション関連
- DA PUMP
  - Super Power（Aaron Benward, Andy Loveと共作曲/編曲）
- Lead
  - Paradise City（MoonChildと共作曲/編曲）
  - シンギュラリティ（MoonChild, HIROMIと共作曲/編曲）
  - GET OVER（Erik Lidbomと共作曲/編曲）

### LDH関連
- 三代目 J SOUL BROTHERS from EXILE TRIBE
  - Glory（SIRIUS, BIG-Fと共作曲/編曲）
- GENERATIONS from EXILE TRIBE
  - Think of you（SIRIUS, BIG-Fと共作曲/編曲）
  - Hard Knock Days（Stephan Elfgrenと共作曲）
  - 太陽も月も（Hani, Dejoと共作曲/Dejoと共編曲）
  - NEXT（SIRIUS, BIG-Fと共作曲/編曲）
- E-girls
  - ひとひら（Carlos K.と共作曲）
- THE RAMPAGE from EXILE TRIBE
  - Dream On（Stephan Elfgren, Anna Belle Bendtholmと共作曲）
  - SWAG & PRIDE（Erik Lidbomと共作曲/編曲）
- FANTASTICS from EXILE TRIBE
  - BABY ROSE（KISSYと共作曲）
- ZIPANG OPERA
  - BLAZY BLAZE（Hwan Yangと共作曲）
- iScream
  - ハルジオン（花村想太と共作曲/編曲）

### ジャニーズ事務所関連
- SMAP
  - HIKARI（作詞/作曲/編曲）
  - Mistake!（作曲）
- TOKIO
  - 04515（作詞/作曲/編曲）
  - Symphonic（作詞/作曲）
  - 遠い日のメロディー（作詞/作曲）
  - GREEN（作詞/作曲）
  - Southend（作詞/作曲/編曲）
  - glider（作詞/作曲/編曲）
  - フォノグラフ(作詞/作曲/編曲)
  - for you（編曲）
  - Cm（作詞/作曲/KAMと共編曲）
  - リプライ（作詞/作曲）
  - Cadence（作詞/作曲/編曲）
  - undid（編曲）
  - Cross Fade（作詞/作曲/編曲）　
  - 路傍の花（作詞/作曲/編曲）
  - Dream & Breeze（編曲）
  - 見上げた流星（編曲）
  - ストロボ（作詞/作曲/編曲）
  - The Course of Life（編曲）
  - アリア（作詞/作曲/編曲）
  - story（国分太一, KAMと共編曲）
- V6
  - V6
    - UTAO-UTAO（作曲）
    - Orange（作詞/作曲/編曲）
    - JAM JAM NIGHT（作曲/編曲）
    - それぞれの空（作曲/編曲）
    - ユメニアイニ "V6 ver."（作曲/編曲）
    - Train（作詞/作曲/編曲）
    - Voyager〜ボイジャー〜（作詞/作曲/編曲）
    - I give smile to you（作曲/編曲）
    - サンキュー ! ミュージック !（作曲）
    - 蜃気楼（作曲/編曲）
    - Portraits（作曲/編曲）
    - SILENT GALAXY（作曲/編曲）
    - WALK（作曲/編曲）
    - 親愛なる君へ（作詞/作曲/編曲）
    - 足跡（Carlos K.と共作曲）
    - Cloudy sky（作曲）

  - 20th Century
    - Gram-8（作詞/作曲/編曲）

  - Coming Century
    - Our Place（作曲）

  - 岡田准一
    - ユメニアイニ（作曲）

  - 長野博
    - 桜色桜風（作曲）
- DOMOTO
  - 堂本光一
    - Rewind（作詞/Kevin Chargeと共作曲）
- 嵐
  - 春風スニーカー（作曲、Trevor Ingram名義）
  - 忘れられない（作曲）
  - over（作曲）
  - 迷宮ラブソング（編曲、Trevor Ingram名義）
  - ワイルド アット ハート（編曲、Trevor Ingram名義）
  - 目指した未来へ（作曲/編曲）
  - オーライ!!（編曲、Trevor Ingram名義）
  - 同じ空の下で（作詞/作曲/編曲、Trevor Ingram名義）
  - Mr. Lonely（Pink Wolfと共作詞/Kanata Okajima, Stephen Ruddenと共作曲/A.K.Janewayと共編曲、Trevor Ingram名義）
  - Ups and Downs（Joe Lawrenceと共作曲、Trevor Ingram名義）
  - unknown（Al Swettenhamと共作曲）
  - Sugar（作詞/iiiSAKと共作曲）
  - BORDER（作曲/編曲）
  - Find The Answer（作詞/7th Avenueと共作曲）
  - Fake it（作詞/Kevin Chargeと共作曲）
- タッキー&翼
  - タッキー&翼
    - 絆も奇跡もここにある（作曲/編曲）
    - げっと!!!（編曲）

  - 滝沢秀明
    - 願い（作詞/作曲）
    - 陽の当たる場所（作詞/作曲/編曲）
    - Detroit（作曲/編曲）
- NEWS
  - 山下智久
    - LOVE SONG（編曲）

  - 増田貴久
    - 恋文（作曲）（Every Little Thingのカバー曲）
- 山下智久
  - そばにおいでよ（作詞/作曲/編曲）
- SUPER EIGHT
  - SUPER EIGHT
    - 旅人（作詞/作曲）
    - Eden（作詞/作曲）
    - BJ（作詞/作曲/編曲）
    - EXTEND!（作詞/作曲/編曲）

  - 錦戸亮
    - Half Down（錦戸亮と共作詞/編曲）
- KAT-TUN
  - KAT-TUN
    - In Fact（pinkcastarと共作曲/DREADSTORE COWBOYと共編曲、TKMZ名義）
    - RAY（Victor Newmanと共作曲/共編曲、TKMZ名義）
    - TRAGEDY（原田峻輔と共作曲、TKMZ名義）
    - JET（Andreas Carlsson, Markus Bogelundと共作曲、TKMZ名義）
    - Unstoppable（作詞/King of slickと共作曲）
    - Prisoner（作詞/Sebastian Thottと共作曲）

  - 上田竜也
    - SPARKING（作曲/編曲）
- Hey! Say! JUMP
  - Hey! Say! JUMP
    - AinoArika（作詞/作曲）
    - order（TAKAROT, youwhichと共作曲）
    - TOY（作曲/編曲）
    - Good Life（Erik Lidbomと共作曲/編曲）
    - COSMIC☆HUMAN（May Wonderと共作詞/SAMDELLと共作曲、Trevor Ingram名義）
    - Go My Way（作詞/TAKAROTと共作曲）
    - Jealous guy（Geek Boy Al Swettenhamと共作曲）
    - Last Dance（m.pieceと共作曲）

  - Hey! Say! 7
    - Sweet Liar（イワツボコーダイと共作曲/編曲）

  - 伊野尾慧
    - 条件反射（Kevin Chargeと共作曲）
- Kis-My-Ft2
  - Kis-My-Ft2
    - 赤い果実（原田峻輔と共作曲）
    - Invitation（Peter Boyes, DWBと共作曲）
    - Edge of Days（作詞/作曲/編曲）
    - To Yours（作曲/編曲、クドリャフカ名義）
    - Positive Man（Chris Meyerと共作曲、クドリャフカ名義）
    - memento（作詞/RUSH EYEと共作曲）
    - Smilest（児山啓介と共作曲）
    - C'monova（作詞/作曲/編曲）

  - 玉森裕太・横尾渉・宮田俊哉・二階堂高嗣・千賀健永
    - Forza!（作詞/Stephan Elfgrenと共作曲）
- timelesz
  - timelesz
    - 4 Seasons（大智と共作曲）
    - タイムトラベル（作詞/Victor Sagforsと共作曲）
    - Prism（原田峻輔と共作曲）
    - Message（作詞/TAKAROTと共作曲）
    - Take A New Step（Henrik Nordenback, Mischa Mandelと共作曲）
    - VIVID SUMMER DAYS（大智と共作曲）

  - 菊池風磨
    - hourglass（Chris Meyer, Storythellaと共作曲）
- 中島健人
  - SUPERNOVA（作詞/Geek Boy Al Swettenhamと共作曲）
- A.B.C-Z
  - I Do（作詞/SAMDELLと共作曲）
  - 拝啓 今日を共に生きる貴方へ（Erik Lidbomと共作曲）
  - ダレモガナイモノネダリ（MoonChild, Didrik Thottと共作曲/編曲）
  - Starting Line（作詞/Soma Gendaと共作曲）
- 中山優馬
  - Doppler Dream（Didrik Thottと共作曲/編曲）
- Snow Man
  - Snow Man
    - D.D.（作曲/編曲）
    - Stories（作詞/作曲/編曲）
    - Be Proud!（作詞/作曲/編曲）
    - Wonderful! × Surprise!（作詞/作曲/編曲）
    - Toxic Girl（Didrik Thottと共作曲/編曲）
    - Julietta（作詞/7th Avenue, Joe Lawrenceと共作曲）
    - 僕という名のドラマ（作詞/RUSH EYEと共作曲）
    - NEXT（Will Jay, Ian Jeffrey Thomas, Katsuki C.F.と共作曲/編曲）

  - 阿部亮平・宮舘涼太・佐久間大介
    - Color me live...（Geek Boy Al Swettenhamと共作曲）
- なにわ男子
  - Tutti Frutti（作曲）
  - The Greatest Voyage（作詞/作曲）
  - 十六夜MOON（作曲/編曲）
- Travis Japan
  - The Show（作詞/SAMDELLと共作曲）
  - VOLCANO（Geek Boy Al Swettenhamと共作曲）
  - O-Shan-Tee（作詞/作曲/編曲）

## 自身の楽曲
- 1999.04.01
  - Single　ジェットコースター
- 1999.06.25
  - Mini Album　Dive into the ELECTRIC JET MACHINE
- 1999.09.22
  - Debut Single　PLAY BACK
- 1999.11.20
  - 2nd Single　ジェットコースター
- 2000.03.23
  - 3rd Single　ライカ
- 2000.04.21
  - 1st Album　Good-bye Sputnik
- 2000.07.26
  - 4th Single　BIRTH
- 2000.11.22
  - 5th Single　パイルドライバー